# Latino Barilli
Pour les articles homonymes, voir Barilli.
Latino Barilli (Parme, 1883 - 1961) est un peintre italien qui fut actif au XXe siècle.

## Biographie
Latino Barilli, fils de Cecrope Barilli, a été également son élève.
Il enseigna à l'École des Beaux-Arts de Parme où il eut Oreste Carpi comme élève. 

## Œuvres
- Il corteo (Le Cortège) (1923)
- Autoritratto con la moglie (Autoportrait avec son épouse) (1927),
- Anna sulla terrazza (Anne sur la terrasse) (1937),

## Sources
- x